# Antocha quadrispinosa
Antocha quadrispinosa är en tvåvingeart som beskrevs av Alexander 1963. Antocha quadrispinosa ingår i släktet Antocha och familjen småharkrankar.
Artens utbredningsområde är Angola. Inga underarter finns listade i Catalogue of Life.